# Platambus lineatus
Platambus lineatus är en skalbaggsart som beskrevs av Gschwendtner 1935. Platambus lineatus ingår i släktet Platambus och familjen dykare. Inga underarter finns listade i Catalogue of Life.